# Velika nežica
Velika nežica (znanstveno ime Cobitis elongata) je sladkovodna riba iz družine činkelj, ki je razširjena v vodah Balkanskega polotoka.

## Opis
Na prvi pogled je velika nežica podobna nežici, le da ima še nekoliko ožji in daljši trup, ki je posut z 12 do 19 pegami na hrbtu ter 10 do 13 po bokih. V dolžino velika nežica zraste od 12 do 15 cm, izjemoma celo do 16,5 cm. Osnovna barva telesa je rumeno bela, pege pa so rjave barve. Pobočnica je kratka in sega le nekaj lusk vzdolž bokov. 
Glava velike nežice je dolga in stisnjena, na koncu pa ima majhna usta, okoli katerih je šest brkom podobnih izrastkov. Štirje so na robu zgornje ustnice, dva pa v ustnih kotičkih. Pod očesom ima velika nežica v posebni gubi skrit dvokoničast trn.

## Razširjenost in uporabnost
Velika nežica je endemit donavskega porečja, živi pa v plitvih, čistih vodah s peščenim dnom. Spolno dozori v drugem letu starosti, drsti pa se od aprila do junija. Značilno za veliko nežico je, da dan preživi skrita pod kamenjem, na hranjenje pa odhaja v mraku. Prehranjuje se z drobnimi talnimi nevretenčarji in z odmrlimi rastlinskimi delci.
V Sloveniji so doslej veliko nežico našli v Glinščici, na Ljubljanskem barju, v Krki, Radulji in nekaj manjših potokih. 
Gospodarsko velika nežica ni pomembna, pa tudi sicer je zaradi specifičnega načina prehranjevanja ribiči ne lovijo.